# Климентина Фърцова
Климентина Илиева Фърцова е българска актриса и певица, известна с изявите си в театъра, киното и телевизията.

## Биография
Родена е на 10 април 1998 г. в София, Република България.
През 2017 г. завършва Втората англйиска гимназия. Смятала е да следва маркетинг в чужбина.
В същата година е приета в НАТФИЗ „Кръстьо Сарафов“ със специалност „Актьорско майсторство за драматичен театър“ при проф. Пламен Марков и завършва през 2021 г.

### Актьорска кариера

#### Кариера в театъра
На 2 септември 2021 г. е част от трупата на Драматичния театър в Пловдив. Тя е известна с ролята си на Холи Голайтли в представлението „Закуска в Тифани“ на Труман Капоти под режисурата на Диана Добрева. Играе и в другите постановки на театъра – „Уют“ на Камен Донев, „Коприна“ по романа на Алесандро Барико, „Солунските съзаклятници“ от Георги Данаилов и „Отблизо“ от Патрик Марбър.
През 2022 г. играе в представлението „Разбиване“ от Нийл Лабют по режисурата на Надя Панчева, където си партнира със състудентите си Теона Димова, Владимир Солаков и Мартин Димиев. Постановката е продуцирана от „СПАМ Студиос“.

#### Кариера в киното и телевизията
Фърцова е известна с ролите си на Лиза в българския игрален филм „Голата истина за група Жигули“ на режисьора Виктор Божинов, и на Радост в българския драматичен сериал „Белези“, излъчен по bTV.
През пролетта на 2022 г. се превъплъщава в ролята на Радост в драматичния сериал „Вина“.
През юли 2022 г. се превъплъщава в ролята на Мария Лакапина (придобила името Ирина) в българския исторически сериал „Войната на буквите“ на режисьорите Виктор Чучков и Зоран Петровски, който се излъчва от 15 януари 2023 г. по БНТ 1.

## Музикална кариера
Климентина Фърцова е била част от рок групата „Crimson Velvet“, заедно с Мелин Ердинч и Ивайло Андонов.

## Участия в театъра
Театър НАТФИЗ
1. „Едмънд“ от Дейвид Мамет – режисьор Надя Панчева[13]
2. „Кукли сме ние“ – режисьор Елица Йовчева[14][15][16]

Драматичен театър - Пловдив
1. 2021 – Холи Голайтли в „Закуска в Тифани“ на Труман Капоти – режисьор Диана Добрева[18]
2. 2021 – „Коприна“ на Алесандро Барико – режисьор Диана Добрева[19][20]
3. 2022 – „Уют“ – постановка Камен Донев[21]
4. 2022 – Радостина в  „Солунските съзаклятници“ от Георги Данаилов – постановка Стайко Мурджев. [22]
5. 2023 – Алис в „Отблизо“ от Патрик Марбър – режисьор Елица Йовчева[23][24][25]

SPAM Studios
- 2022 – „Разбиване“ от Нийл Лабют – режисьор Надя Панчева[26][27]

Театър „Българска армия“
- 20 септември 2023 г. – Сесили в „Колко е важно да бъдеш сериозен“ от Оскар Уайлд – режисьор Красимир Спасов[28]

## Филмография
1. „Белези“ (2021) – Радост[1]
2. „Голата истина за група Жигули“ (2021) – Лиза
3. „Вина“ (2022 -2023) – Радост
4. „Войната на буквите“ (2023) – Принцеса Мария[2]

## Други дейности
През март 2020 г. чете откъс от романа „Под игото“ в „Препрочитаме Вазов“, компания на Народния театър „Иван Вазов“.
На 9 юли 2023 г. е гост на събитието „Aniventure Comic Con“.

## Личен живот
Има връзка с фротнмена на рок групата Two Bucks Toys - Огнян Спасов. На 23 май 2024 г. обявява в профила си във Фейсбук, че очаква първото си дете. Синът й Ален се ражда на 20 август.

## Награди
1. 2022 г. – награда за най-добра актриса за представлението „Разбиване“ на фестивала ИТФ „Отело“ в Северна Македония[36][26]
2. 2024 г. – номинация „Аскеер“ за Алис в пиесата „Отблизо“ на Патрик Марбър, Драматичен театър Пловдив[37]